# Расселл, Бетси
Бе́тси Ра́сселл (англ. Betsy Russell; род. 6 сентября 1963, Сан-Диего, Калифорния, США) — американская актриса.

## Ранние годы
Бетси Расселл родилась 6 сентября 1963 года в Сан-Диего, Калифорния. Актёрская деятельность Бетси началась в весьма юном возрасте, когда Бетси принимала участие в школьных театральных постановках. Школьные выступления не прошли даром, она выиграла в конкурсе на роль в рекламе «Пепси-колы». Этот рекламный ролик показывали на местном телевидении. После окончания школы в 1981 году, она переехала в Лос-Анджелес, где стала заниматься изучением актёрского мастерства, работая вечерами.

## Карьера
В 1982 году Бетси получила свою первую роль в кино: она сыграла Китти в картине «Давай сделаем это!». В этом же году начинающая актриса снялась в эпизодах сериалов «Ти Джей Хукер» и «Семейные узы». В 1983 году Бетси получила довольно откровенную роль в комедии «Частная школа». В 1985 году, снимаясь в фильме «Ангелочек-мстительница», Бетси пригласили пройти пробы для роли в фильме «Сильверадо», однако она отказалась от предложения. В течение 1980—1990-х годов актриса в основном играла в фильмах категории B, таких как «Девчонка-сорванец», «Лагерь чирлидерш» и других. Также Бетси снималась на телевидении в эпизодах сериалов «Команда „А“», «Она написала убийство», «Девятиметровый» и др.
После небольшого перерыва в карьере Бетси появилась на большом экране в роли бывшей жены маньяка Джона Крамера по имени Джилл Так в фильме «Пила 3» (2006); в фильмах «Пила 4» (2007), «Пила 5» (2008), «Пила 6» (2009) и «Пила 3D» (2010) она возвращалась к этой роли. В 2009 году она снялась в фильме «Письмо счастья», в 2010 году — в научно-фантастической картине «Из-под земли», а в 2014 году — в фильме «Моё путешествие к тёмной стороне».

## Личная жизнь
27 мая 1989 года Бетси вышла замуж за Винсента Ван Паттена, сына актёра Дика Ван Паттена. Их свадебная церемония прошла в доме Дика Ван Паттена в Шерман-Оукс, на неё были приглашены многие голливудские звёзды того времени. В браке у пары родилось двое сыновей: Ричард Ван Паттен (род. 1993) и Винсент Ван Паттен-младший (род. 1995); в 2001 году супруги развелись.
Бетси с детьми живёт в Малибу, Калифорния.

## Фильмография
| Год       |    | Русское название                 | Оригинальное название         | Роль                          |
| --------- | -- | -------------------------------- | ----------------------------- | ----------------------------- |
| 1982      | с  | —                                | The Powers of Matthew Star    | Дон                           |
| 1982      | с  | Ти Джей Хукер                    | T. J. Hooker                  | подросток                     |
| 1982      | с  | Семейные узы                     | Family Ties                   | девушка                       |
| 1982      | ф  | Давай сделаем это!               | Let's Do It!                  | Китти                         |
| 1983      | ф  | Частная школа                    | Private School                | Джордан                       |
| 1984—1986 | с  | Команда «А»                      | The A-Team                    | Эдриан Прескотт / Тина        |
| 1985      | ф  | Ангелочек-мстительница           | Avenging Angel                | Молли «Ангел» Стюарт          |
| 1985      | ф  | Девчонка-сорванец                | Tomboy                        | Томасина «Томбой» Бойд        |
| 1985      | ф  | Вожак                            | Out of Control                | Крисси Бейрет                 |
| 1986      | с  | Она написала убийство            | Murder, She Wrote             | Дорис Робинсон                |
| 1986—1987 | с  | Девятиметровый                   | 1st & Ten                     | Кристи                        |
| 1988      | ф  | Лагерь чирлидерш                 | Cheerleader Camp              | Элисон Уэнтворт               |
| 1989      | тф | Роксана: Премия Пулитцера        | Roxanne: The Prize Pulitzer   | Лиза Пулитцер                 |
| 1989      | с  | Супермальчик                     | Superboy                      | Серен                         |
| 1989      | ф  | Война в округе Трэппер           | Trapper County War            | Лейси Ладдиггер               |
| 1991      | ф  | Лагерь страха                    | Camp Fear                     | Джейми                        |
| 1992      | ф  | Полицейский отряд «Дельта»       | Delta Heat                    | Вики Форбс                    |
| 1993      | ф  | Аморе!                           | Amore!                        | Черил Шварц                   |
| 1995      | с  | Человек-утконос                  | Platypus Man                  | Беки                          |
| 1995      | ф  | Решающее очко                    | The Break                     | Кэнди                         |
| 2000      | ф  | —                                | The Flunky                    | Кэнди                         |
| 2006      | ф  | Пила 3                           | Saw III                       | Джилл Так                     |
| 2007      | ф  | Пила 4                           | Saw IV                        | Джилл Так                     |
| 2008      | ф  | Пила 5                           | Saw V                         | Джилл Так                     |
| 2009      | ф  | Пила 6                           | Saw VI                        | Джилл Так                     |
| 2009      | ф  | Письмо счастья                   | Chain Letter                  | сержант Хэмилл                |
| 2010      | ф  | Из-под земли                     | Mandrake                      | Фелисия                       |
| 2010      | ф  | Пила 3D                          | Saw 3D                        | Джилл Так                     |
| 2012      | ф  | Потерять себя                    | Lose Yourself                 | Дестини                       |
| 2013      | тф | —                                | Non-Stop                      | Гейл                          |
| 2014      | ф  | Моё путешествие к тёмной стороне | My Trip Back to the Dark Side | Дестини                       |
| 2014      | ф  | —                                | Knock 'em Dead                | горничная Луанна / Лори Грант |
| 2017      | тф | —                                | Born and Missing              | доктор Тейлор                 |
| 2018      | мс | Робоцып                          | Robot Chicken                 | Лори / девочка-подросток      |